# Carinisphindus isthmensis
Carinisphindus isthmensis is een keversoort uit de familie slijmzwamkevers (Sphindidae). De wetenschappelijke naam van de soort werd in 1990 gepubliceerd door McHugh.